# Premi Roc Boronat
El Premi Roc Boronat de narrativa és un premi literari en llengua catalana convocat per l'ONCE. Els objectius d'aquest concurs literari, que l'ONCE convoca des de l'any 1999, són donar suport i estimular els escriptors i poetes en català i fomentar la creació literària en aquesta llengua entre les persones amb discapacitat visual. Consta d'una modalitat en prosa oberta a persones de més de 18 anys (incloses aquelles amb ceguesa o discapacitat visual greu). L'obra guanyadora la publica el segell Amsterdam de l'editorial SOM Ara Llibres i rep un premi econòmic de 6.000 € i una escultura amb placa gravada. En la modalitat de prosa exclusiva per a persones cegues o amb discapacitat visual greu, a partir de 16 anys, l'obra guanyadora es premia amb 900 € i una escultura amb placa gravada.

## Guanyadors
- 1999 — Trenc d'alba. Víctor Gayà[4]
- 2000 — Marfuga. Germán Maeztu
- 2001 — Masurca de Praia. Jaume Benavente[5]
- 2002 — El so inaudible de les estrelles. Àlvar Masllorens
- 2003 — El darrer hivern: George Sand i Frederic Chopin. Miquel López Crespí
- 2004 — La mesura de les coses. Miquel Àngel Vidal[6]
- 2005 — Memòries d'un nen golut. Ignasi Riera[7]
- 2006 — Àcrates. Juli Alandes[8]
- 2007 — Or cremat. Francesc Llinàs[9]
- 2008 — Pares i fills. Lluís Vilarrasa[10]
- 2009 — Jim. Magí Sunyer[11]
- 2010 — El primer dia de les nostres vides. Teresa Roig[12]
- 2011 — Setembre a Perugia. David Nel·lo[13]
- 2012 — La mala reputació. Bel Olid[14]
- 2013 — Casino de Santa Isabel. Gemma Freixas[15]
- 2014 — Esborraràs les teves petjades. Xevi Sala[16]
- 2015 — Grans abans d'hora. Agustí Vilar[17]
- 2016 — La ràbia. Lolita Bosch
- 2017 — Matèria grisa. Teresa Solana[18]
- 2018 — Els llits dels altres. Anna Punsoda[19]
- 2019 — Els bons dies. Rafael Vallbona[20]
- 2020 — Y. Violeta Richart[21]
- 2021 — Lluny vol dir mai més. Marc Cerrudo[22]
- 2022 — Covarda, vella, tan salvatge. Arià Paco[23]
- 2023 — El dia que el món va fer un pet com una aglà. Pere Gorgoll[24]